# Cactus Club Cafe
Le Cactus Club Cafe est une chaîne de restaurants décontractés de qualité supérieure appartenant à des intérêts canadiens qui a vu le jour à North Vancouver, en Colombie-Britannique. La chaîne s'est depuis étendue à 31 établissements au Canada, avec d'autres établissements en Colombie-Britannique, en Alberta, en Saskatchewan et en Ontario.

## Histoire
Le Cactus Club Cafe a été fondé en 1988 par deux anciens serveurs d'Earls, Richard Jaffray et Scott Morison,. Les partenaires ont commencé avec un restaurant nommé « Café Cucamongas », qu'ils ont vendu en 1988 pour financer l'établissement du Cactus Club,. En 1996, l'entreprise s'est étendue en Alberta pendant une période financièrement difficile. L'organisation a continué à prospérer et, en 1998, l'entreprise s'est étendue à 10 établissements en Colombie-Britannique et en Alberta. En 2005, Richard Jaffray a racheté les intérêts de Scott Morison dans l'entreprise ; Morison a ensuite créé Browns Socialhouse, une chaîne similaire de restaurants décontractés haut de gamme canadiens.
Selon un jugement légal de 2019 déposé à la Cour suprême de la Colombie-Britannique : « M. Jaffray possède 50 % des actions avec droit de vote et d'autres actions correspondant à une participation de 35 %. Earl's possède également 50 % de l'action avec droit de vote et d'autres actions équivalant à une participation de 45 %. Stanley, le Fuller Family Trust, Rockefuller et Cacthold possèdent le reste des autres actions, soit un intérêt de 20 %, mais aucune action avec droit de vote. »
En 2008, le Cactus Club Cafe comptait 19 établissements en Colombie-Britannique et en Alberta. Cette année-là, l'entreprise a engagé Rob Feenie (le premier Canadien à gagner Iron Chef America) comme chef exécutif et « architecte du concept alimentaire »,. Les plats créés par Feenie sont indiqués par RF sur les menus du restaurant. Au moment de sa 25e année d'existence, l'entreprise comptait environ 2 500 employés et 27 établissements.
En 2013, Matthew Stowe, chef du développement des produits au Cactus Club Cafe, a été nommé gagnant de la troisième saison de Top Chef Canada. 